# Моланес, Сония
Со́ния Мола́нес Ко́ста (исп. Sonia Molanes Costa; 28 мая 1980, Кангас) — испанская гребчиха-байдарочница, выступала за сборную Испании на всём протяжении 2000-х годов. Участница летних Олимпийских игр в Пекине, двукратная чемпионка мира, трёхкратная чемпионка Европы, победительница многих регат национального и международного значения.

## Биография
Сония Моланес родилась 28 мая 1980 года в городе Кангасе провинции Понтеведра. Активно заниматься греблей на байдарках начала в возрасте девяти лет, проходила подготовку в Мериде в местном спортивном клубе Iuxtanam-Monteoro.
Первого серьёзного успеха на взрослом международном уровне добилась в 2001 году, когда попала в основной состав испанской национальной сборной и побывала на чемпионате Европы в Милане, откуда привезла награды золотого и серебряного достоинства, выигранные в зачёте двухместных байдарок на дистанциях 200 и 500 метров соответственно. Позже выступила на чемпионате мира в польской Познани, где тоже одержала победу в двойках на двухстах метрах, а также получила бронзу на пятистах и тысяче метрах.
Сезон 2002 года получился одним из самых успешных в спортивной карьере Моланес. Не европейском первенстве в венгерском Сегеде она стала чемпионкой на двухсотметровой дистанции среди двоек и четвёрок, кроме того, выиграла бронзу в двойках на пятистах метрах и серебро в четвёрках на пятистах метрах. На домашнем мировом первенстве в испанской Севилье четырежды поднималась на пьедестал почёта, взяла золото в двойках на двухстах метрах, бронзу в двойках на пятистах метрах, серебро в четвёрках на двухстах метрах и ещё одну бронзу в четвёрках на пятистах метрах.
В 2008 году Моланес завоевала бронзовую медаль на чемпионате Европы в Милане, в программе байдарок-четвёрок на полукилометровой дистанции. Благодаря череде удачных выступлений удостоилась права защищать честь страны на летних Олимпийских играх в Пекине — на пятистах метрах вместе с напарницей Беатрис Манчон смогла дойти лишь до стадии полуфиналов, где финишировала четвёртой, тогда как в четвёрках дошла до финала и показала в решающем заезде пятый результат, немного не дотянув до призовых позиций.
После пекинской Олимпиады Сония Моланес осталась в основном составе гребной команды Испании и продолжила принимать участие в крупнейших международных регатах. Так, в 2009 году она выступила на чемпионате мира в канадском Дартмуте, где стала бронзовой призёршей в четвёрках на пятистах метрах. Год спустя на домашнем европейском первенстве в Корвере добавила в послужной список ещё одну бронзовую медаль, выигранную в той же дисциплине. Вскоре по окончании этих соревнований приняла решение завершить карьеру профессиональной спортсменки, уступив место в сборной молодым испанским гребчихам.